# Croix Gratien
La croix Gratien est une croix monumentale située à Chaumont dans le département de la Haute-Marne en région Grand Est.

## Historique
La croix, du XVIe siècle, est classée au titre des monuments historiques par arrêté du 9 juillet 1909.